# Holanda (tejido)

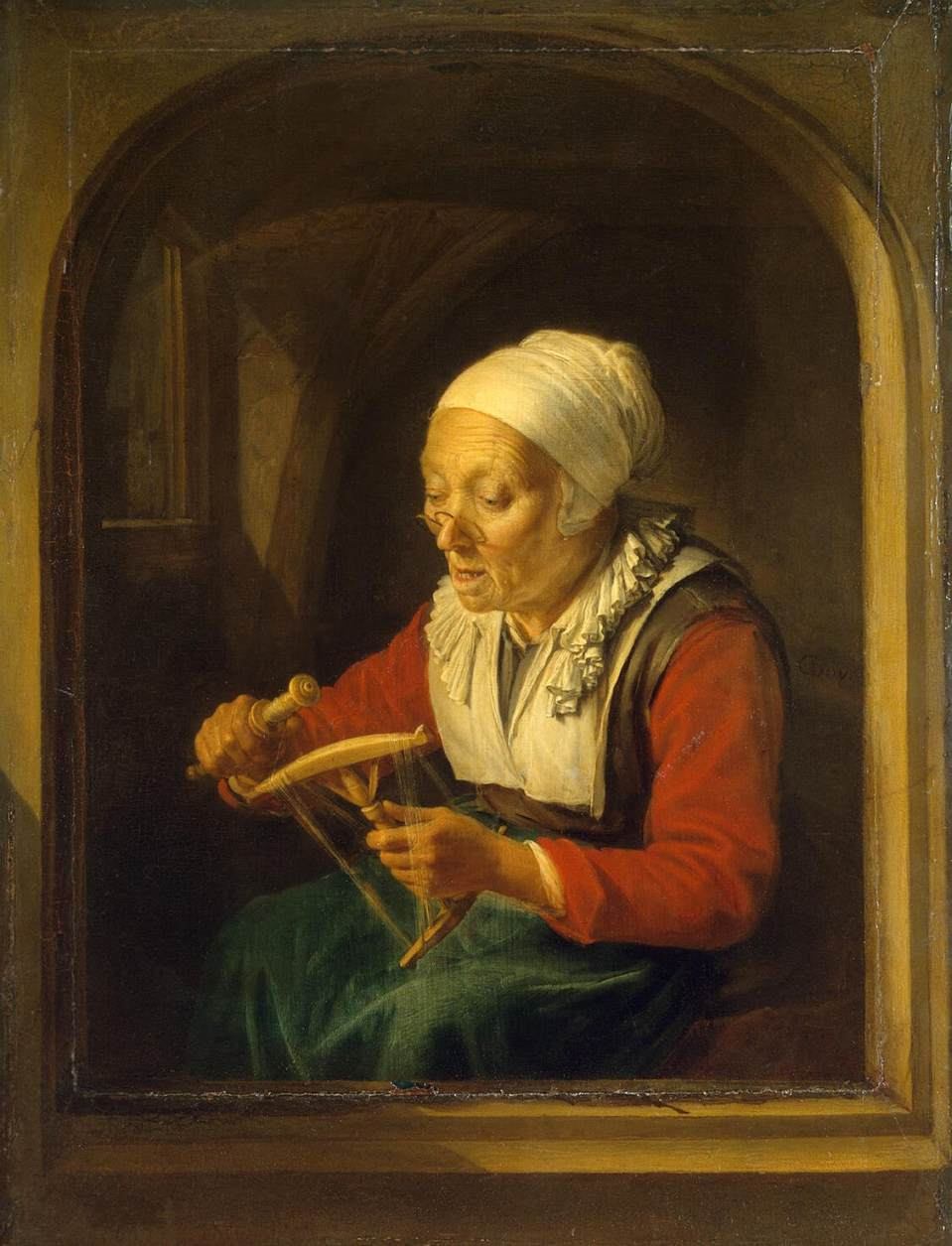
Gerard Dou: Anciana hilando (entre 1660 y 1665). Galería Nacional de Arte en Washington D. C..

Los términos Holanda, tela de holanda, hilo de holanda y holandilla hacen referencia a un tipo de tejido (o, más bien, la base de diversos tejidos) de paño de lienzo muy fino, elaborado a partir de fibras naturales (por lo general algodón) o lino, con el que se confeccionan camisas, camisones, sábanas y otras prendas delicadas. La tela de holanda, muy apreciada por su caída y su suavidad, llegó a convertirse en un artículo caro y distinguido. Toma su nombre del país homónimo, uno de sus principales fabricantes y centro de comercio de la Europa del siglo XVII. Desde aquella época ha generado las famosas mantelerías de hilo de holanda con encaje de «chantillí» o bordadas en «filtiré».

## Urdimbre y tipos
En el tejido holandés, los hilos de la trama se encuentran muy pegados unos a otros; de ahí que, al contrario de lo que ocurre con otros tipos de tela (abiertos), sea difícil precisar su abertura, pues los hilos de la urdimbre son más gruesos que los de la trama. Con este proceso se elaboran diversos tipo de texturas:
- textura lisa (Plain Dutch Weave)
- textura espigada (Twilled Dutch Weave)
- y sus pares en el tejido holandés invertido, es decir, tejiendo “al revés” (Reverse Dutch Weave, Plain/Twilled), en cuyo caso los hilos de la urdimbre se encuentran pegados unos a otros, y por tanto son más finos que los hilos de la trama.

El alto grado de precisión industrial consigue que el tejido holandés se teja con valores de retención desde 0,40 mm. a unas micras. Ello hace posible la fabricación de telas resistentes con aberturas muy pequeñas (aunque, al no tener abertura cuadrada, resulta difícil calcular el ancho de malla, dificultad que ha originado el término retención, que indica que la tela detendrá los cuerpos de forma redonda con un diámetro mayor al valor de retención.
La avanzada tecnología textil ha permitido que el sistema conocido como "tejido holandés" pueda aplicarse al hilado metálico con materiales como el acero galvanizado, el inoxidable, el bronce, el cobre, el latón, el monel y otros muchos.
La variedad conocida como holán cambray fue uno de los productos estrella del comercio marítimo en la Edad Media. Se llama media holanda a la holanda de baja calidad.

### Holandilla
Era un tejido algo inferior a la holanda que se utilizaba sobre todo para forrar los vestidos y para algunos adornos. En la Tasa General, dice:

La vara de holandillas encarnadas, finas, a cinco reales y medio. Cada vara de holandillas anchas, de Diego Gil, cuatro reales y medio. Cada vara de holandillas encarnadas, angostas, a cuatro reales.
Felipe IV, Real Decreto

Se entendía como Diego-Gil o Diego Giles a un género que llevaba el nombre de su fabricante o marquista; fue una marca española que tuvo mucha aceptación durante todo el siglo XVII. La vendía en Madrid el gremio de mercería de los soportales de Santa Cruz, plaza Mayor y calle de Boteros.